# Kaczory (gemeente)
De gemeente Kaczory is een landgemeente in het Poolse woiwodschap Groot-Polen, in powiat Pilski.
De zetel van de gemeente is in Kaczory.
Op 13 kwiecień 2007 telde de gemeente 7560 inwoners.

## Oppervlakte gegevens
In 2002 bedroeg de totale oppervlakte van gemeente Kaczory 150,01 km², waarvan:
- agrarisch gebied: 48%
- bossen: 42%

De gemeente beslaat 11,84% van de totale oppervlakte van de powiat.

## Demografie
Stand op 30 juni 2004:
| Omschrijving                   | Totaal | Totaal | Vrouwen | Vrouwen | Mannen | Mannen |
| ------------------------------ | ------ | ------ | ------- | ------- | ------ | ------ |
| eenheid                        | aantal | %      | aantal  | %       | aantal | %      |
| inwoners                       | 7483   | 100    | 3746    | 50,1    | 3737   | 49,9   |
| bevolkingsdichtheid (inw./km²) | 49,9   | 49,9   | 25      | 25      | 24,9   | 24,9   |

In 2002 bedroeg het gemiddelde inkomen per inwoner 1481,12 zł.

## Administratieve plaatsen (sołectwo)
Brodna, Dziembowo, Dziembówko, Jeziorki, Kaczory, Krzewina, Morzewo, Prawomyśl, Równopole, Rzadkowo, Śmiłowo, Zelgniewo.
Zonder de status sołectwo : Byszewice

## Aangrenzende gemeenten
Chodzież, Krajenka, Miasteczko Krajeńskie, Piła, Ujście, Wysoka